# Martin Schirdewan

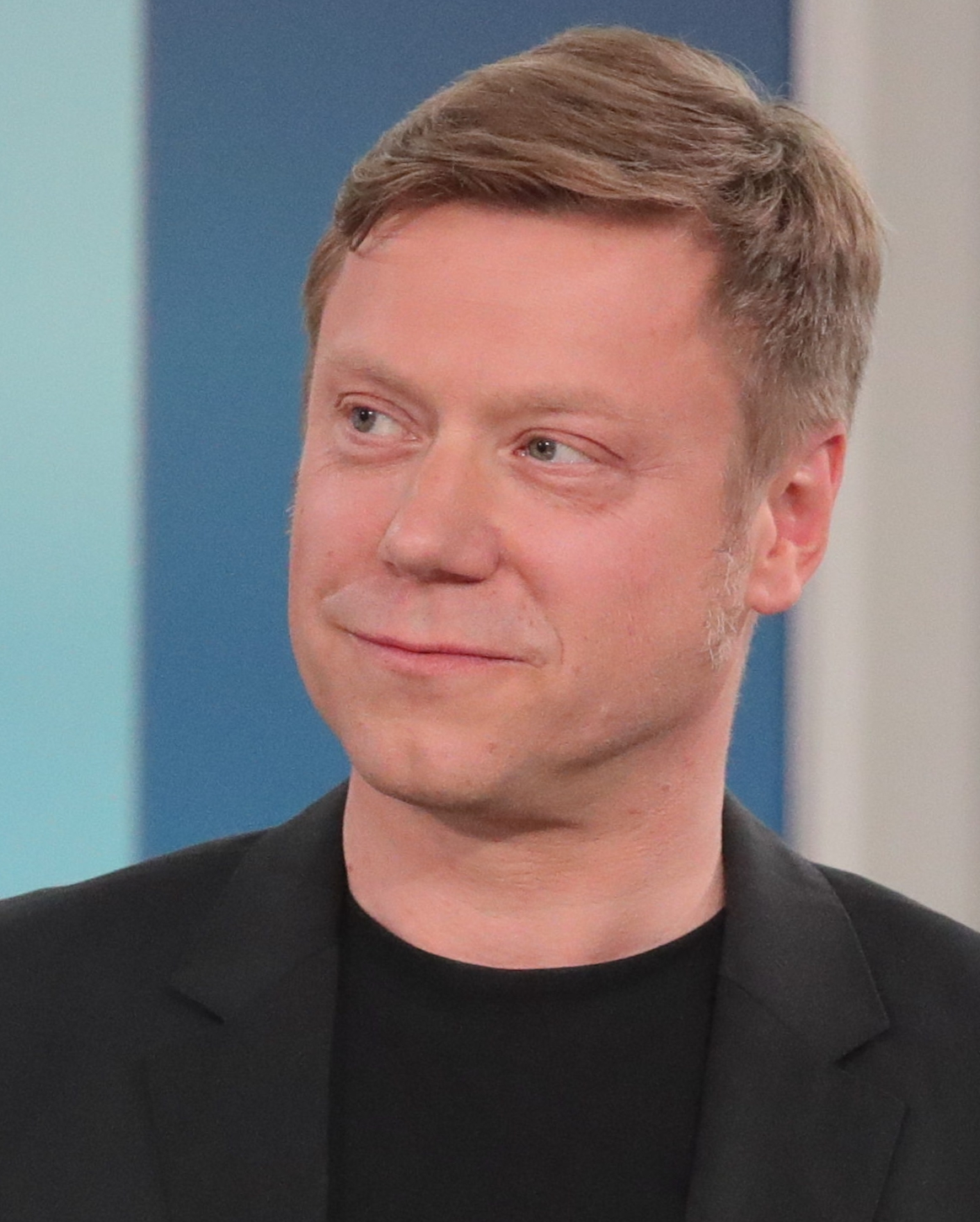
Martin Schirdewan (2023)

Martin Simon Schirdewan (* 12. Juli 1975 in Ost-Berlin) ist ein deutscher Politiker (Die Linke). Seit November 2017 ist Schirdewan Mitglied des Europäischen Parlaments und dort seit 2019 Co-Vorsitzender der Fraktion Die Linke im Europäischen Parlament – GUE/NGL. Von Juni 2022 bis Oktober 2024 war er neben Janine Wissler Co-Vorsitzender der Partei Die Linke auf Bundesebene.

## Leben

### Ausbildung und erstes politisches Engagement
Schirdewan absolvierte von 1998 bis 2003 ein Studium der Politikwissenschaft an der Freien Universität Berlin. Im Jahr 2007 promovierte er mit der Arbeit „Die transnationale Interaktion linker Parteien in Europa“ zum Dr. rer. pol.
Von 2001 bis 2008 war er Redakteur der Zeitschrift Utopie kreativ der Rosa-Luxemburg-Stiftung (RLS). Außerdem war er von 2005 bis 2006 Mitglied im Sprecherrat der RLS-Stipendiatenschaft. Von 2006 bis 2008 war er leitender Redakteur von sacco & vanzetti, dem Jugendmagazin des Neuen Deutschlands (ND). Ab 2008 war er Koordinator der AG Ost der Fraktionsvorsitzendenkonferenz der Linken. 2011 wurde er Redaktionsmitglied der Zeitschrift antifa. Magazin für antifaschistische Politik und Kultur der Vereinigung der Verfolgten des Naziregimes – Bund der Antifaschistinnen und Antifaschisten (VVN-BdA).

### Mitglied im Europaparlament

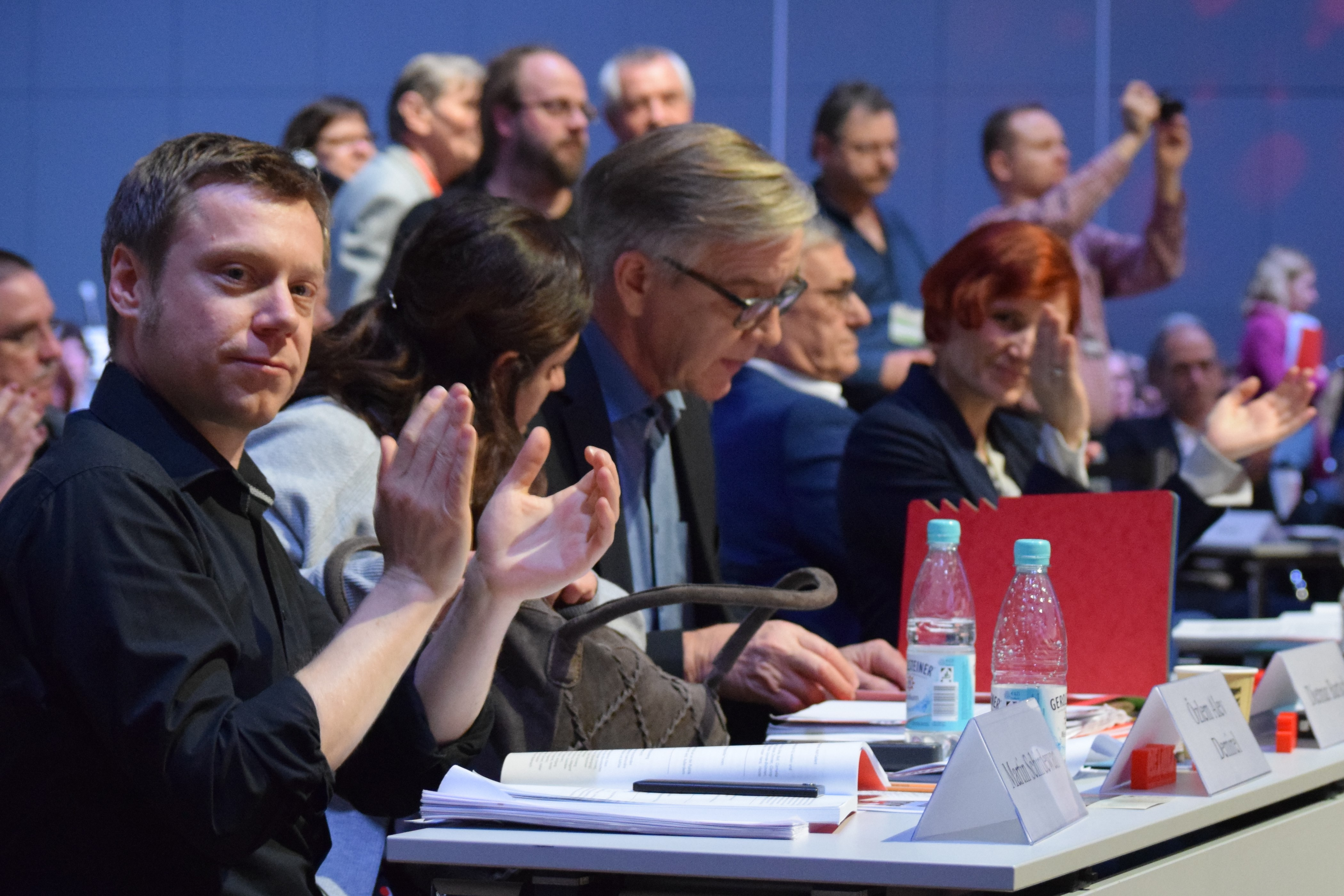
Martin Schirdewan (2019)

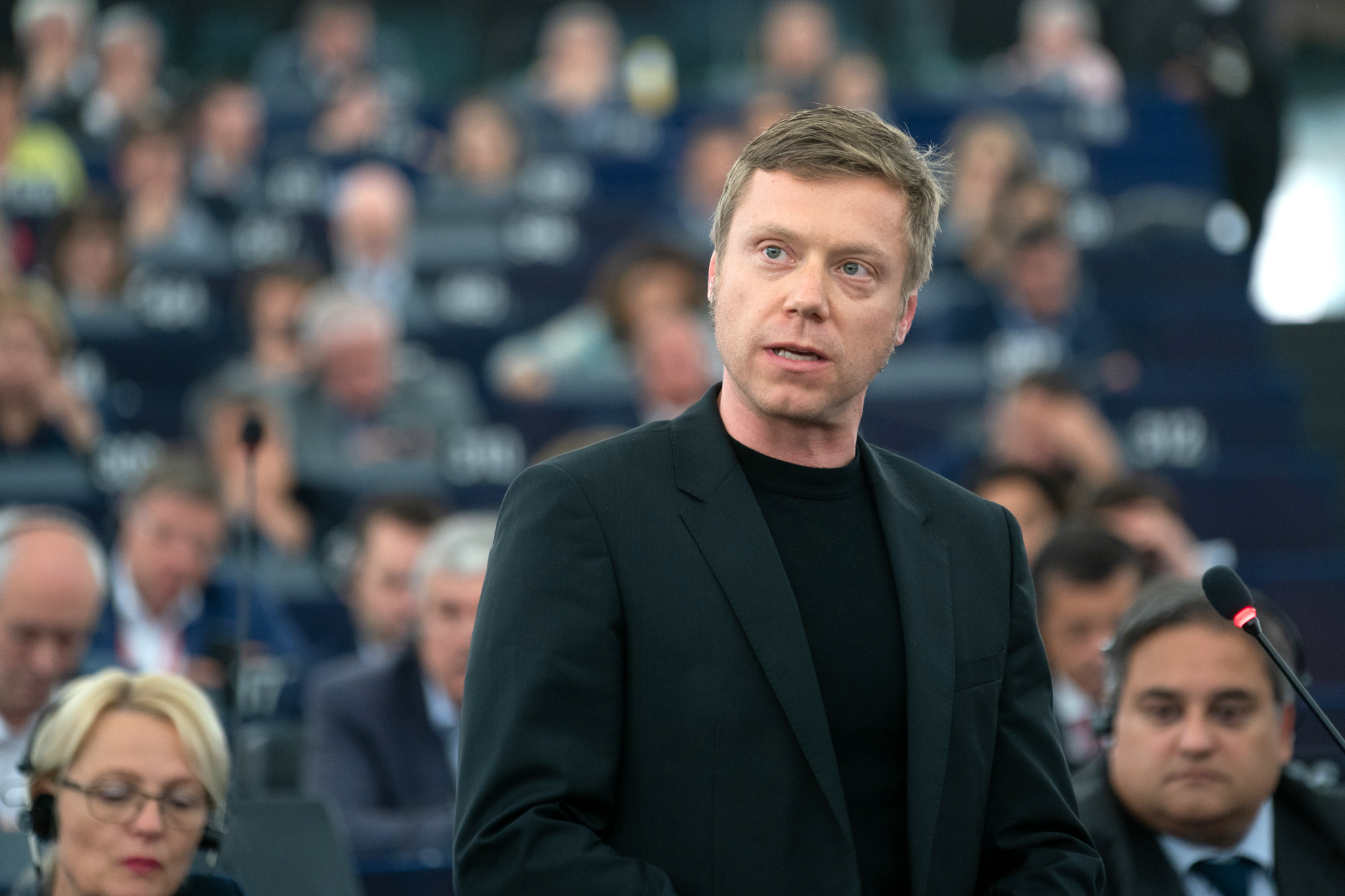
Martin Schirdewan bei der Konstituierung des Europäischen Parlaments (2019)

Von 2008 bis 2014 war Schirdewan Koordinator der Arbeitsgruppe Ost der Fraktionsvorsitzendenkonferenz der Linken. Im Jahr 2012 wurde er in den Parteivorstand gewählt. 2014 nominierte ihn seine Partei für den 8. Platz auf der Wahlliste für die Europawahl. Die Linke gewann bei der Wahl 7,4 Prozent und damit 7 der 96 deutschen Mandate, sodass Schirdewan knapp den Einzug ins Parlament verpasste. Daraufhin war er zunächst bis zum 14. Januar 2015 wissenschaftlicher Mitarbeiter des Bundestagsabgeordneten Roland Claus. Anschließend wechselte er nach Brüssel, wo er die Leitung des Europabüros der Rosa-Luxemburg-Stiftung in Brüssel und des Verbindungsbüros in Athen (zunächst in Vorbereitung) vom 15. Juli 2015 bis 15. November 2017 vollamtlich übernahm.
Nachdem der Europaabgeordnete Fabio De Masi bei der Bundestagswahl 2017 in den Deutschen Bundestag gewählt worden war und damit sein Mandat im Europaparlament aufgegeben hatte, rückte Schirdewan zum 8. November 2017 ins Europaparlament nach. Er wurde dort, wie auch seine Parteikollegen Mitglied der Konföderalen Fraktion der Vereinten Europäischen Linken/Nordische Grüne Linke. Für die Fraktion wurde er Mitglied im Ausschuss für Wirtschaft und Währung sowie jeweils stellvertretendes Mitglied im Ausschuss für Binnenmarkt und Verbraucherschutz und im Sonderausschuss zu Finanzkriminalität, Steuerhinterziehung und Steuervermeidung.
Für die Europawahl 2019 wählte Die Linke Martin Schirdewan gemeinsam mit Özlem Demirel zum Spitzenduo der Partei. Er selbst sieht seine Schwerpunkte im Einsatz für Steuergerechtigkeit und für eine gerechte Finanzpolitik, Kontrolle der Konzerne und Unterstützung der Arbeit der europäischen Gewerkschaften. Die Linke verlor bei der Europawahl 2019 an Stimmenanteilen, sie gewann bei lediglich 5,5 Prozent der Stimmen 5 der 96 deutschen Mandate.
In der Legislatur ab 2019 wählten ihn seine Fraktion, die Konföderalen Fraktion der Vereinten Europäischen Linken/Nordische Grüne Linke, gemeinsam mit Manon Aubry, französische Abgeordnete von La France insoumise, zum Co-Vorsitzenden der Fraktion. Des Weiteren ist er Mitglied im Ausschuss für Wirtschaft und Währung, im Unterausschuss für Steuerfragen und stellvertretendes Mitglied im Ausschuss für Binnenmarkt und Verbraucherschutz.
Er war gemeinsam mit Carola Rackete Spitzenkandidat der Linkspartei für die Europawahl 2024. Bei dieser wurde Schirdewan trotz des historisch schlechtesten Ergebnis seiner Partei bei einer bundesweiten Wahl erneut ins Europäische Parlament gewählt.

### Parteivorsitz
Am 25. Juni 2022 wurde Schirdewan auf dem Parteitag der Linken in Erfurt mit 61,3 Prozent (341 Delegiertenstimmen) als Co-Vorsitzender neben Janine Wissler gewählt. Schärfster Konkurrent bei insgesamt sechs Bewerbungen war der sächsische Bundestagsabgeordnete Sören Pellmann, der auf 176 Stimmen (31,6 Prozent) kam.
Im August 2024 gab Schirdewan gemeinsam mit Janine Wissler bekannt, auf dem Parteitag im Oktober nicht mehr für den Parteivorsitz zu kandidieren.

## Politische Positionen

### Russischer Überfall auf die Ukraine
Schirdewan trug die Erklärung der Linken im Europaparlament mit, in der der russische Überfall auf die Ukraine „als eklatanter Bruch des Völkerrechts ohne Wenn und Aber“ bezeichnet wurde. Dennoch stimmte er zusammen mit Özlem Demirel als einziger Abgeordneter aus Deutschland gegen die Resolution, die den russischen Überfall verurteilte und die Aufnahme der Ukraine als EU-Mitgliedskandidat beschloss. Nach eigenen Angaben erfolgte diese Ablehnung aufgrund des in der Resolution enthaltenen Kurswechsels der Außen- und Sicherheitspolitik hin zu Aufrüstung und militärischer Interventionspolitik.
Die Lieferung von deutschen Leopard-Kampfpanzern an die Ukraine kritisierte Schirdewan umgehend. Laut Schirdewan sei der Bundeskanzler mit dieser Entscheidung „zu Gunsten der Waffenlieferungslobby umgefallen“. Statt auf Diplomatie zu setzen, drehe die Bundesrepublik „mit an der Eskalationsspirale“.

## Familie
Schirdewan ist Enkel des Widerstandskämpfers und ehemaligen Mitglieds des SED-Zentralkomitees und des Politbüros, Karl Schirdewan. Er ist Vater eines Kindes.

## Schriften
- Links – kreuz und quer. Die Beziehungen innerhalb der europäischen Linken. Dietz, Berlin 2008, ISBN 978-3-320-02153-5.